# Devrimci Karargah

Flagge der Devrimci Karargah

Devrimci Karargah (dt. „Revolutionäres Hauptquartier“) ist der Name einer bewaffneten leninistischen Untergrundorganisation in der Türkei. Die Organisation trat zuerst am 7. August 2008 in Form eines Mörserangriff auf die Selimiye-Kaserne der 1. Armee in Istanbul an die Öffentlichkeit. Sie versteht sich innerhalb der revolutionären, türkischen Linken als Erneuerungsbewegung gegenüber dem Defätismus und Liberalismus, die sich seit 1980 ausgebreitet haben, politisch jedoch gescheitert seien.
Devrimci Karargah zeichnet sich dadurch aus, dass sie die Erneuerung der türkischen Linken durch bewaffneten Kampf im Schulterschluss mit der Hêzên Parastina Gel anstrebt. In ihrer dritten Erklärung teilte sie mit, dass der Bedri-Yağan-Flügel der Devrimci Sol in Devrimci Karargah aufgegangen sei.
Neben Drohungen gegen Kenan Evren und Mehmet Ağar trat sie am 2. Dezember 2008 mit einem Bombenangriff auf die AKP-Parteizentrale der Provinz Istanbul in Erscheinung, bei dem 10 Personen, davon 4 Polizisten, verletzt wurden. Des Weiteren verübte sie am 12. Januar 2009, als im Gazastreifen im Zuge der so genannten Operation Gegossenes Blei bereits einige Hundert Zivilisten zu Tode gekommen waren, außerhalb der Öffnungszeiten einen Bombenanschlag auf die BankPozitif, deren Aktienmehrheit seit 2006 von der israelischen Bank Hapoalim kontrolliert wird.
Am 27. April 2009 wurden in einer großangelegten Aktion 60 Wohnungen in Istanbul durchsucht und über 40 Personen in Gewahrsam genommen. In Istanbul-Bostancı kam es dabei zu einer bewaffneten Auseinandersetzung, in deren Verlauf Hauptkommissar Semih Balaban, der Zivilist Mazlum Şeker sowie Orhan Yılmazkaya als Führungskader der Organisation getötet wurden. Einige weitere Polizisten wurden verletzt. Wie später bekannt wurde, hatten Orhan Yılmazkaya und weitere Organisationsangehörige bereits 2005 in einem Ausbildungslager der PKK eine mehrmonatige militärische Ausbildung erhalten.
Das Revolutionäre Hauptquartier wird in Verbindung gebracht mit der „Bewegung 16. Juni“ (tr. 16 Haziran Hareketi), die zwischen 1986 und 1990 mehrere Bombenanschläge verübte, bei denen verschiedene Menschen starben. Das „Hauptquartier“ beruft sich in seinen Erklärungen unter anderem auf Mahir Çayan, Deniz Gezmiş, İbrahim Kaypakkaya, Mazlum Doğan, Mahsum Korkmaz und auf den Bedri-Yağan-Flügel der Devrimci Sol. 
Die PKK würdigte Aktionen des Revolutionären Hauptquartiers. Türkische Presseberichte bringen das „Hauptquartier“ in Verbindung mit dem „Tiefen Staat“ und Ergenekon.
Im April 2009 und erneut im September 2010 wurden zahlreiche Personen bei Ermittlungen im Zusammenhang mit dem Revolutionären Hauptquartier festgenommen.
Die deutsche Bundesregierung schätzt Devrimci Karargah als linksextremistische terroristische Vereinigung ein.